# Cserhátszentiván
Cserhátszentiván é um município da Hungria, situado no condado de Nógrád. Tem 10,66 km² de área e sua população em 2015 foi estimada em 118 habitantes.